# از کجا آورده‌ای؟
از کجا آورده‌ای؟ یا قانون رسیدگی به دارایی وزراء و کارمندان دولت شامل نه ماده و پنج تبصره است، این قانون در جلسه سه شنبه ۱۹ اسفند ماه ۱۳۳۷ خورشیدی به تصویب مجلس شورای ملی رسیده و الزاماتی را دربارهٔ لزوم اعلام اموال بعضی مسئولان تعیین کرد. قانون در مورد رسیدگی به دارایی وزراء و کارمندان دولت اعم از کشوری و لشگری و شهرداری‌ها و مؤسسات وابسته به آنها که به اختصار تحت عنوان قانون مربوط به رسیدگی به دارایی وزراء و کارمندان دولت است، وضع شد. این قانون یکی‭ ‬از‭ ‬قدیمی‌ترین‭ ‬قوانین‭ ‬ناظر‭ ‬بر‭ ‬فساد‭ ‬مالی‭ ‬پیش ‬از‭ ‬انقلاب ۱۳۵۷ ‭ ‬‬به‌شمار ‬می‌رود.